# Slaget vid Kaniv
Slaget vid Kaniv var ett slag under senare delen av första världskriget, den 10-11 maj 1918, där den 2:a polska kåren och den polska legionen under Józef Haller von Hallenburg misslyckats med att bryta igenom de österrikiska-tyska linjerna till den ryska sidan omkring 10 kilometer väster om Kaniv.